# ShMS-Gasmaske

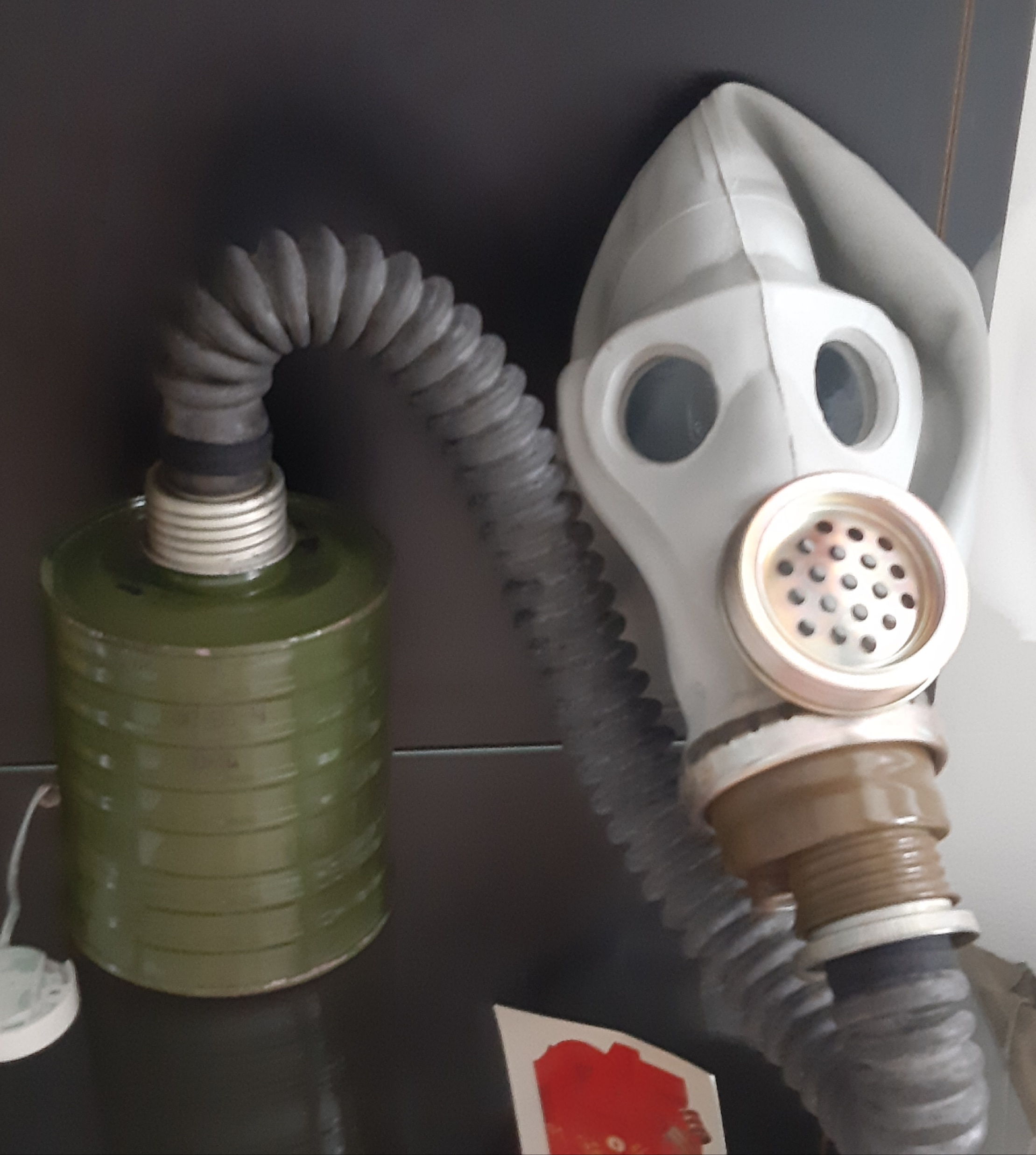
ShMS-Gasmaske mit EO-16-Filter

Die ShMS-Gasmaske (russisch Шлем Маска Специальная, Schlem Maska Spezialnaja) ist eine in der Sowjetunion hergestellte ABC-Schutzmaske. Die Gasmaske ging in den frühen 1960er Jahren in die Produktion und wurde an die bewaffneten Streitkräfte der Sowjetunion, der DDR, Ungarns sowie Syriens ausgeliefert. Sie wurde an  Artillerie und an Scharfschützen ausgehändigt. Sie ist für alle Wetterumstände und Temperaturen von −40 °C bis 113 °C ausgelegt.

## Aufbau
Die Maske besteht aus einer Latex-Hülle, die um den kompletten Kopf angezogen wird, frontal gerichteten Gläsern, einem Sprachemittler und einem braunen Anschlussstück. Der Maskenkörper aus Latex wurde in zwei Farben, Grau und Schwarz, produziert. Das Anschlussstück enthält ein 40-mm-Schraubgewinde, das für den Anschluss eines Filters (russischer GOST-Standard) vorgesehen ist. An demselben Modul befindet sich auch das Ausatemventil. Die Gläser sind rund und frontal gerichtet, was das genaue Anlegen eines Visiers bzw. Zielfernrohrs ermöglicht, die Gläser bieten auch die Möglichkeit, sogenannte Antibeschlaglinsen einzusetzen. Der Sprachemittler, der mittig positioniert ist, besteht aus einer Plastikplatte, die von einem runden Metallgehäuse umschlossen ist. Der Deckel des Gehäuses ist ebenfalls rund und hat Löcher auf der Oberseite. Die Gasmaske ist vom Aufbau fast identisch zur sowjetischen PRV-U-Gasmaske.

## Ausrüstung
Die Gasmaske wurde in der Sowjetunion als Teil des RSh-4-Satzes mit einer olivgrünen Umhängetasche und zwei Paaren Antibeschlaglinsen ausgegeben. Zu dieser Ausrüstung kam zusätzlich entweder ein GP-5-Filter, EO-16-Filter mit Gummischlauch (bekannt als „Coffee Can“-Filter) oder 60M-Filter mit Gummischlauch hinzu. Die NVA händigte die Maske mit denselben Filtern und Antibeschlaglinsen aus, jedoch in „Blumentarnmuster“-Taschen (Aufbau ist identisch zu den sowjetischen Typ-A-Taschen). Die Streitkräfte Syriens erhielten die Gasmaske mit derselben Ausrüstung wie die sowjetischen Streitkräfte.

## Sonstiges
Die ShMS-Gasmaske wird unter Sammlern aufgrund ihrer Form oft als monkey mask oder skull mask bezeichnet. Während der Dekontaminationsarbeiten nach der Nuklearkatastrophe von Tschernobyl 1986 war die ShMS-Maske neben der PMG-2- und der PBF-Maske oft Teil der Ausrüstung der Liquidatoren.